# Ópera Garnier
La Ópera Garnier, Palacio Garnier u Ópera de París, es uno de los edificios más característicos del IX Distrito de París y del paisaje urbano de la capital francesa. Napoleón III ordenó su construcción al arquitecto Charles Garnier, quien lo diseñó en Estilo Segundo Imperio o Napoleón III. 
Desde su inauguración en 1875, la ópera fue llamada oficialmente Academia Nacional de Música-Teatro de la Ópera. Conservó su título hasta 1978, cuando fue renombrada Teatro Nacional de la Ópera de París. En 1989 la Compañía de la Ópera trasladó su sede al recién construido Teatro de la Bastilla y su vieja sede recibió el nombre de Palacio Garnier, donde permanece la Academia Nacional de Música. A pesar del cambio de nombre oficial y del traslado de la Compañía de la Ópera, el Palacio Garnier sigue siendo conocido popularmente por el nombre de Ópera de Garnier en París.

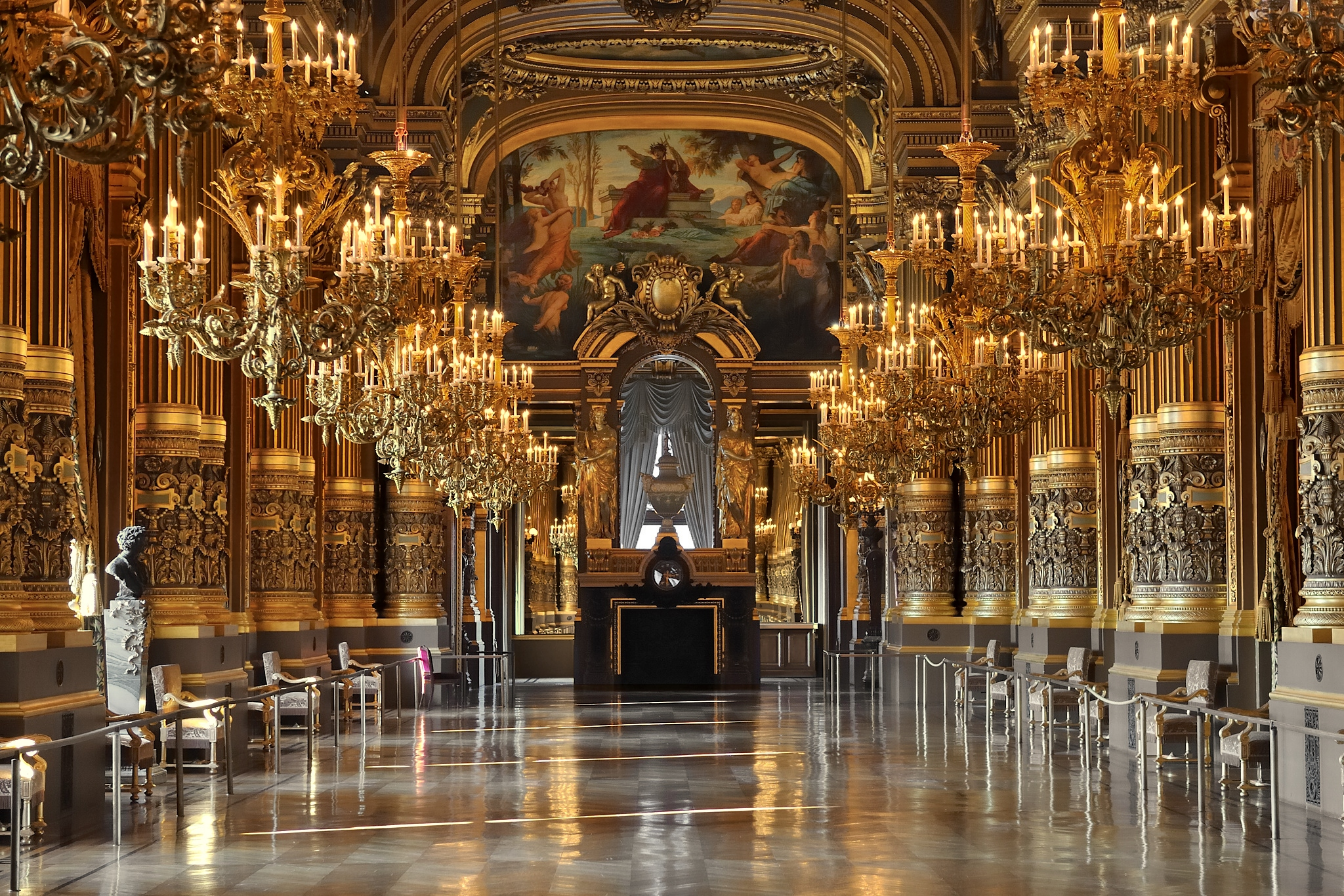
Interior de la Ópera Garnier.

## Antecedentes
El rey Luis XIV autorizó al compositor Jean-Baptiste Lully para establecer la Academia real de Música en 1672, la institución de arte dramático francesa que comprendía ópera, ballet y música. Aunque la ópera conformó su propia compañía hasta 1669, el ballet de aquel tiempo era simplemente una extensión de ella, desarrollándose en forma independiente del arte dramático. Sin embargo, Luis XIV estableció la escuela de ballet en 1661 como Academia real de Danza. Desde 1671 hasta la muerte de Lully, la escuela estuvo bajo la dirección del maestro de baile Pierre Beauchamp, el hombre que creó las cinco posiciones del pie.
En 1713 Luis XIV hizo de la Compañía de la ópera una institución estatal, incluyendo una compañía de bailarines profesionales conocidos como el Ballet de la Ópera. Desde esa época hasta la inauguración del Palacio Garnier en 1875, la Academia real de Música tuvo trece teatros como sede principal, muchos de ellos fueron destruidos por incendios. A pesar de los nombres «oficiales» que recibieron hasta entonces, todos estos teatros fueron comúnmente conocidos como Ópera de París.

## Historia

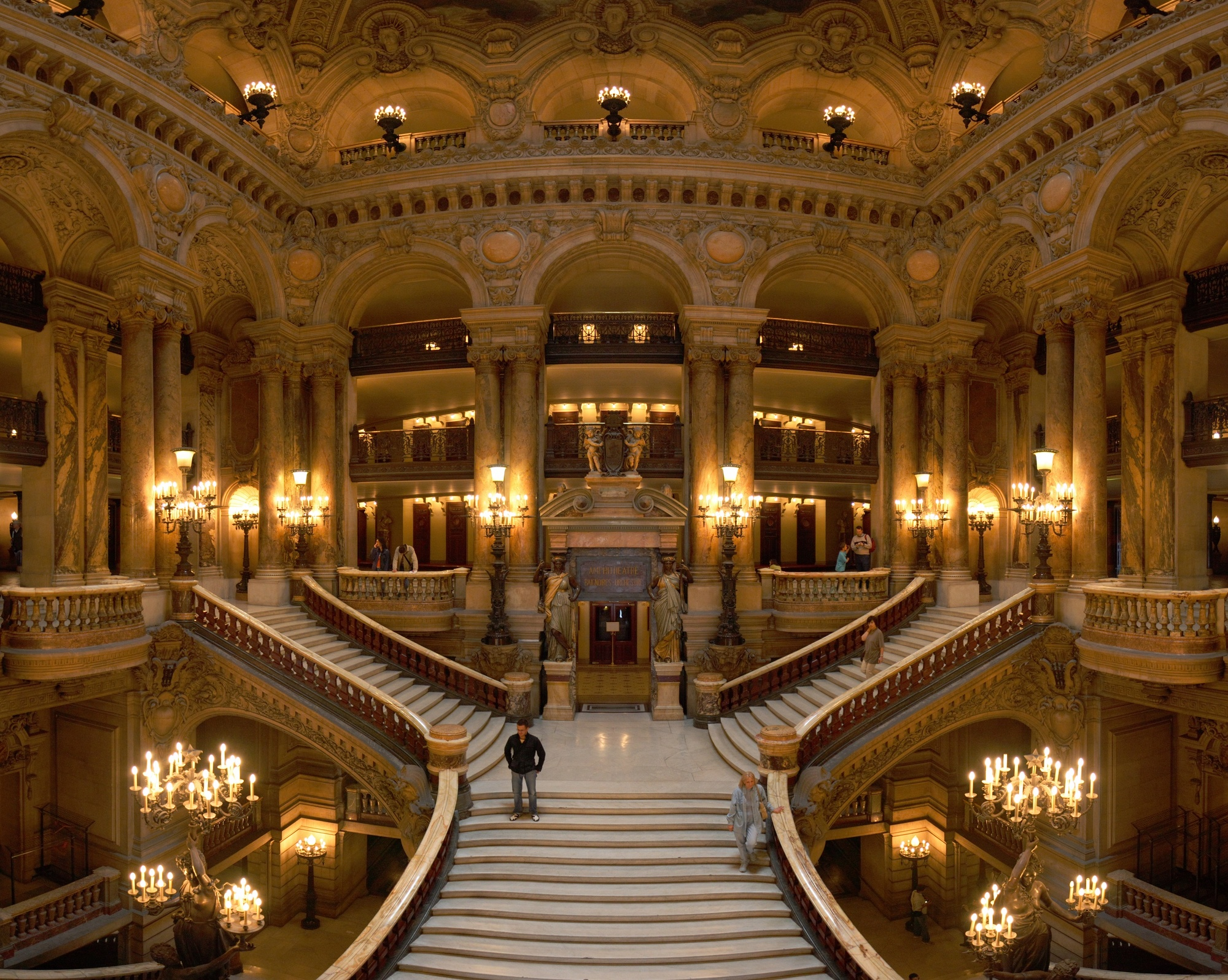
Grand Escalier, Escaleras de la Ópera.

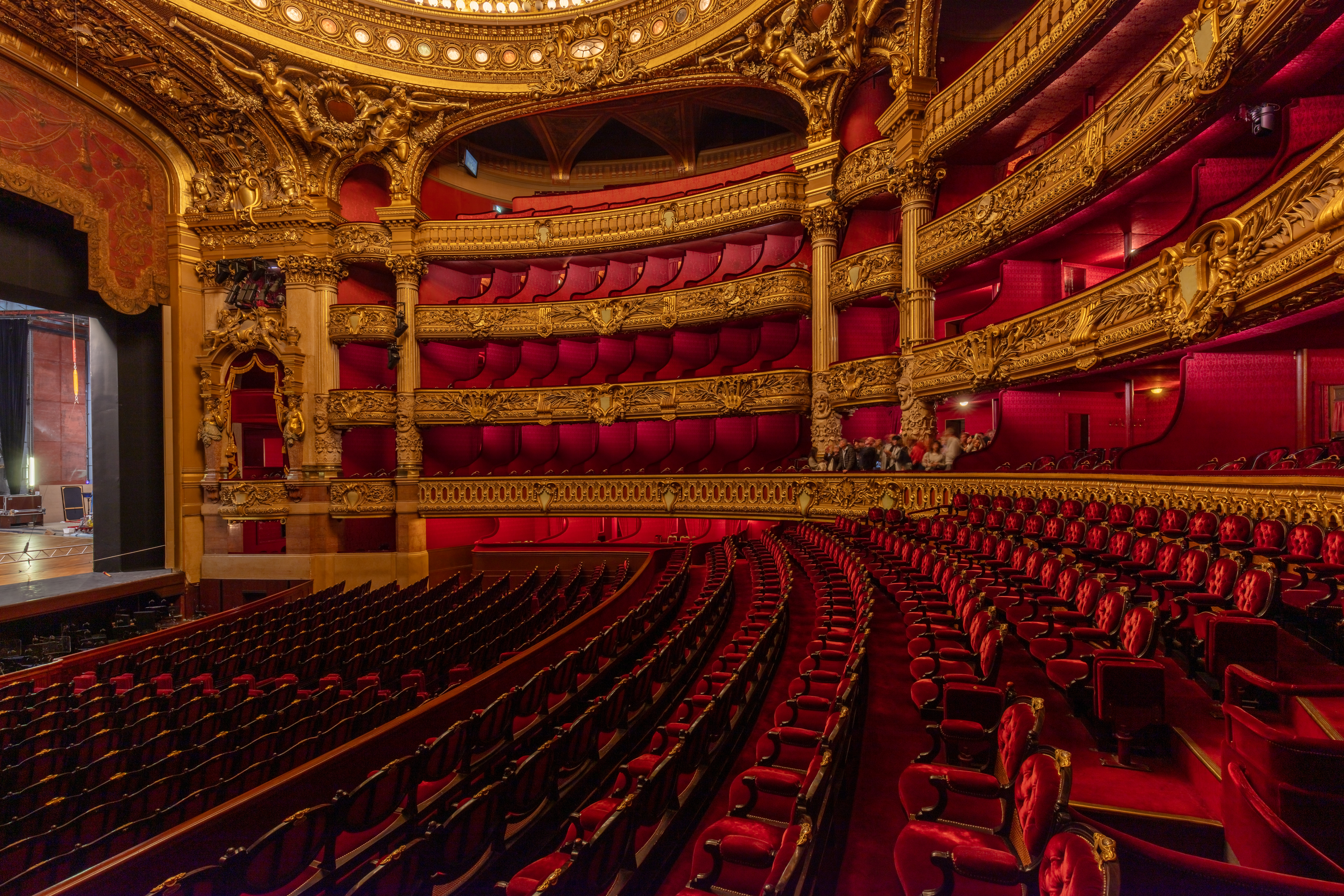
Vista parcial de la sala.

#### Construcción
El Palacio Garnier fue designado parte de las transformaciones de París durante el Segundo Imperio, promovida por el emperador Napoleón III, quien escogió al barón Haussmann para supervisar las obras. En 1858 el emperador autorizó a Haussmann a derrumbar los 12 000 m² requeridos para construir el segundo teatro para las renombradas compañías de ópera y ballet de París. El proyecto se puso en competencia en 1861, y fue otorgado a Charles Garnier (1825-1898). La primera piedra fue puesta en 1861, seguida del inicio de las obras en 1862. Se dice que la esposa del emperador, la emperatriz Eugenia de Montijo, preguntó a Garnier durante la construcción si el edificio tendría estilo griego o romano, a lo cual respondió: «¡Es en estilo Napoleón III, señora!».
La construcción de la Ópera tuvo varios contratiempos. La obra hubo de ser interrumpida al encontrarse cuevas con aguas subterráneas durante las excavaciones, las cuales tuvieron que ser absorbidas con bombas hidráulicas durante ocho meses. También se interrumpió después del desastre de la guerra franco-prusiana, la caída del Segundo Imperio Francés y la Comuna de París de 1870.
Aparece un incentivo para terminar de construir este edificio cuando la antigua Ópera de París, conocida como la Salle Le Peletier, fue destruida por un incendio que duró 27 horas el 29 de octubre de 1873. Este teatro había sido la sede de la ópera y ballet parisinos desde 1821; en ella se habían presentado las más grandes piezas maestras, y fue la sede en donde llegó a su apogeo el ballet romántico, al lado del Her Majesty’s Theatre en Londres. Después de 1874, Garnier y su equipo de trabajo terminaron el teatro.

#### Desde 1875
El Palacio Garnier fue oficialmente inaugurado el 5 de enero de 1875, con una ceremonia que incluía la presentación del tercer acto de la ópera La Juive, de Halévy, y extractos de la ópera Les Huguenots, de Meyerbeer. La compañía de ballet presentó un divertimento representado por el maestro de ballet Louis Mérante que consistía en la célebre escena de Le Jardin Animé de Joseph Mazilier, recreada de su ballet Le Corsaire. A dicha inauguración asistió el recién proclamado rey de España Alfonso XII.
En 1969 el teatro recibió nuevas instalaciones eléctricas y en 1978 parte del Foyer de la Danse original se convirtió en un nuevo espacio para ensayos de la Compañía de ballet, obra del arquitecto Jean-Loup Roubert. En 1994 comenzó la restauración del teatro, la cual consistió en la modernización de la tramoya y de las instalaciones eléctricas, mientras se restauraba y preservaba el decorado y se fortalecía la estructura del edificio. La restauración fue terminada en 2006.
En 2011, se abre un restaurante diseñado por la arquitecta francesa Odile Decq.

## Características
Un poco más pequeño en escala que su predecesor, el Teatro de la Academia Real de Música, el Palacio de Garnier está conformado por 11 000 m², tiene una capacidad de aproximadamente 2200 espectadores y un escenario para 450 artistas.
Es un edificio de estilo monumental, opulentamente decorado con frisos multicolores elaborados en mármol, columnas y estatuas, muchas de ellas representando a deidades de la mitología griega. Entre las columnas de la fachada frontal del teatro, hay bustos en bronce de muchos compositores famosos, como Mozart y Beethoven. El interior está adornado en terciopelo, hojas doradas, ninfas y querubines. La araña de luces del auditorio central pesa más de seis toneladas. El área del techo alrededor de la araña tiene una pintura de 1964 hecha por Marc Chagall.

## Acústica
En los espacios cerrados, el fenómeno preponderante que se ha de tener en cuenta es la reflexión. Al público le va a llegar tanto el sonido directo como el reflejado, que si van en diferentes fases pueden producir refuerzos y en caso extremos falta de sonido.
El teatro alcanza su cumbre más alta con esta obra. La estructura oculta del edificio era de hierro. Su forma es la tradicional de herradura y tiene cuatro hileras de palcos. El gran volumen de la Ópera (algo más de once mil metros cúbicos) obligaba a utilizar una decoración interna, mobiliario, etc., suficientemente absorbente para no generar un aumento excesivo de los tiempos de reverberación. Estas propiedades se lograban gracias a la alta absorción que proporcionaban los asistentes, las gruesas tapicerías del mobiliario y, fundamentalmente, colocando cortinas y tapices pesados, así como grandes telones y alfombras. Como se menciona anteriormente, se controla la reverberación y el tiempo de reverberación, a través, de la colocación de materiales absorbentes y reflectores acústicos, logrando en el interior una calidad óptima del sonido.

## Galería de imágenes

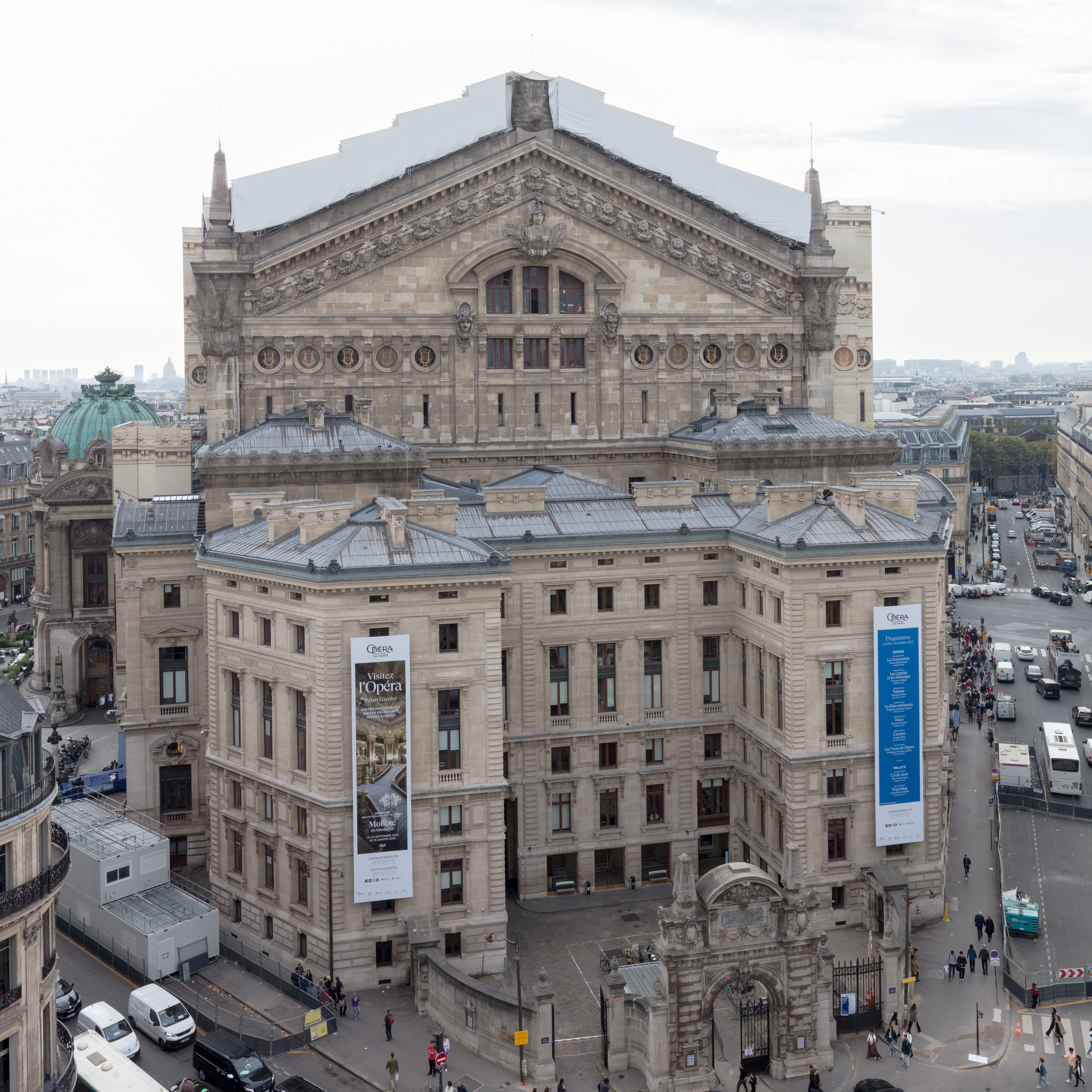
Exterior de la ópera, parte posterior.
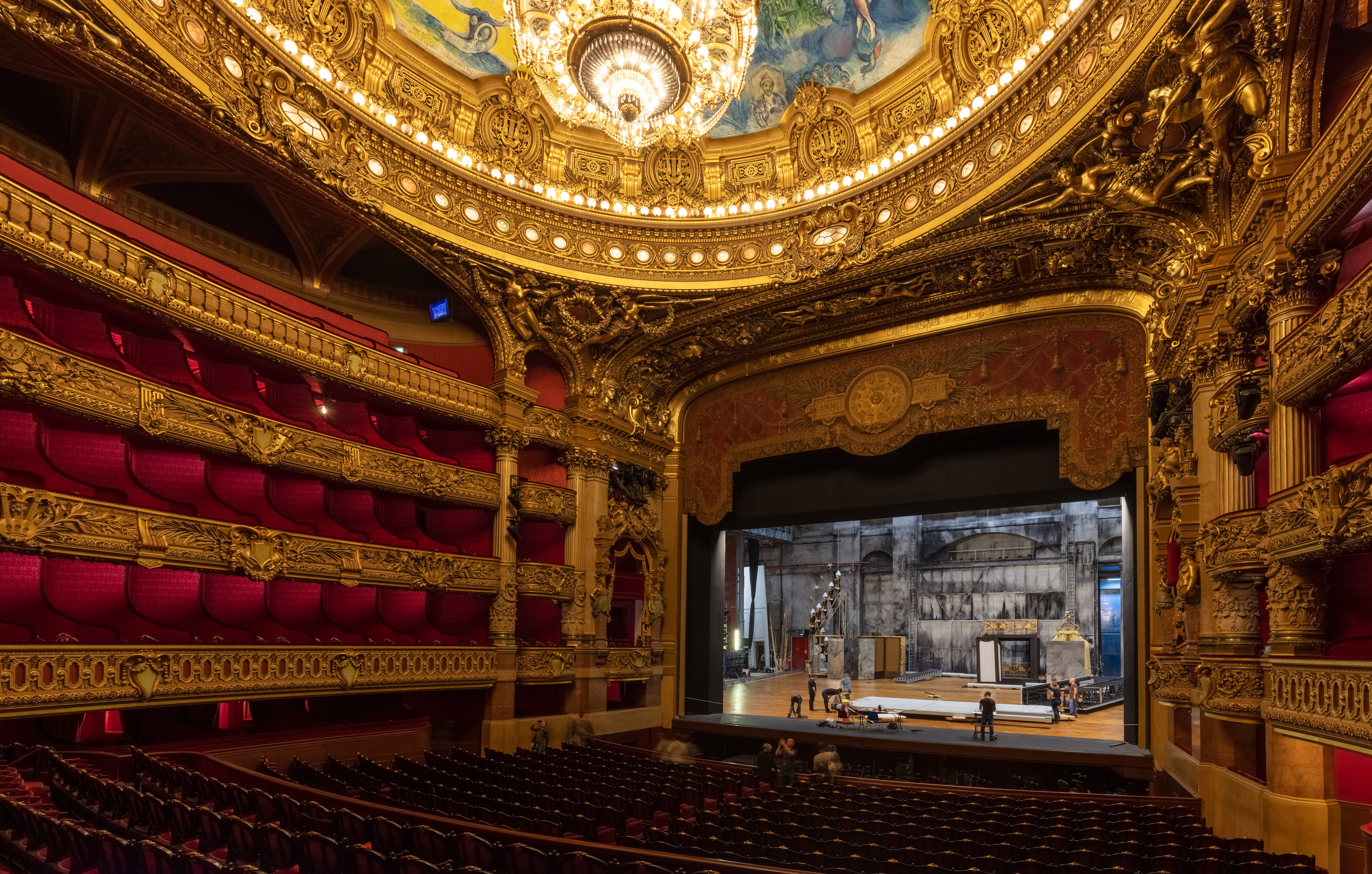
Vista de la ópera y del escenario.
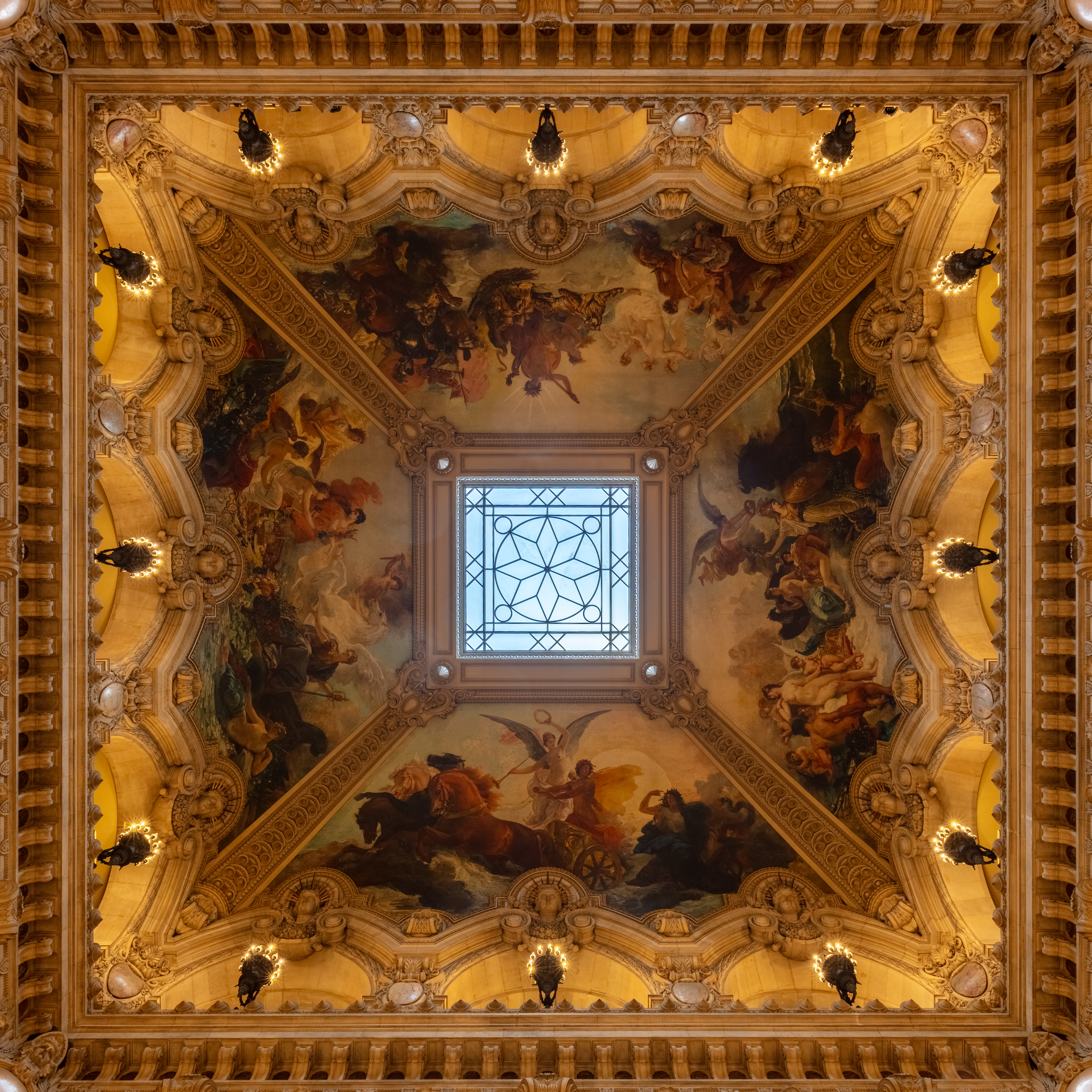
Techo de la Grand Escalier.
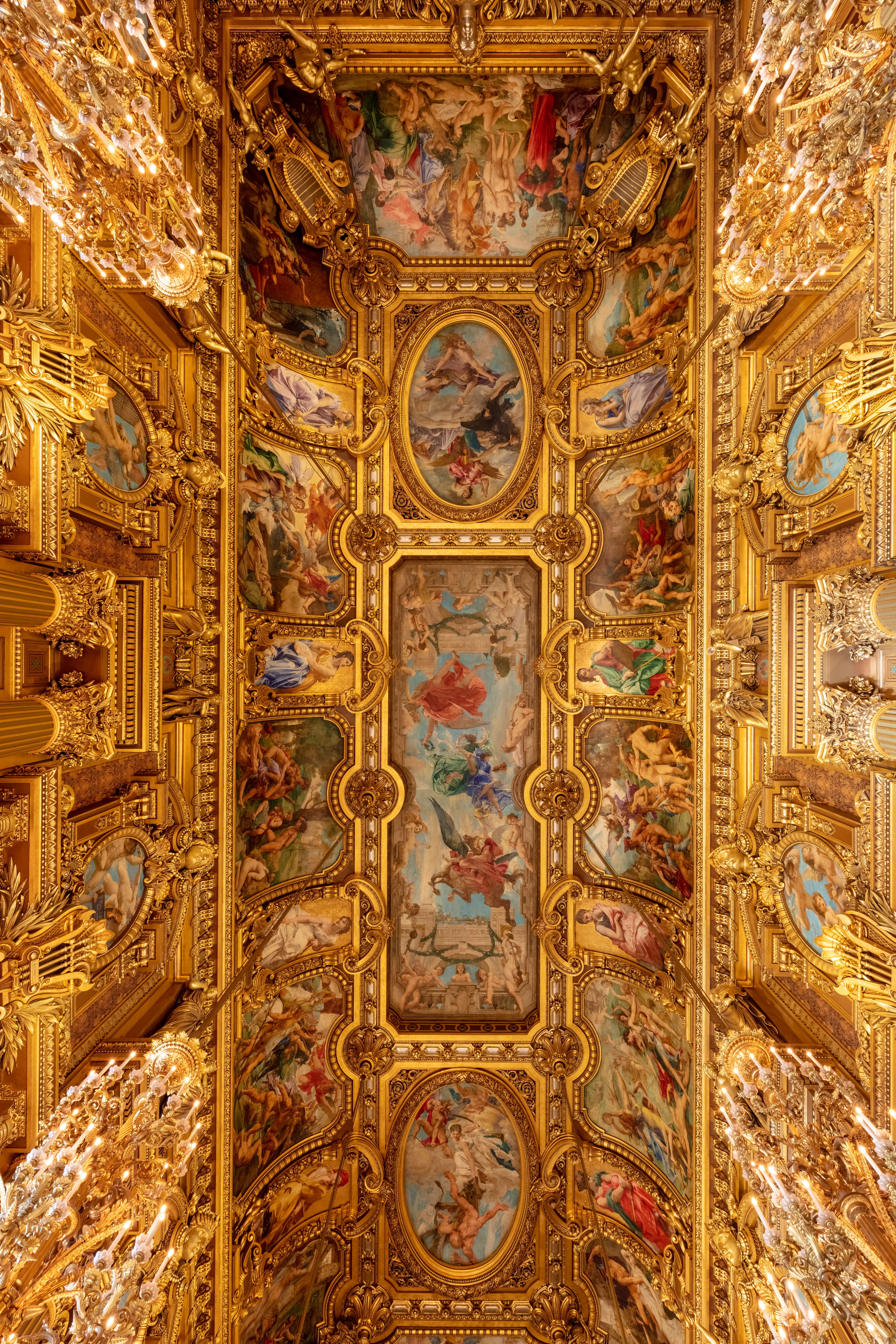
Techo del Grand Foyer.
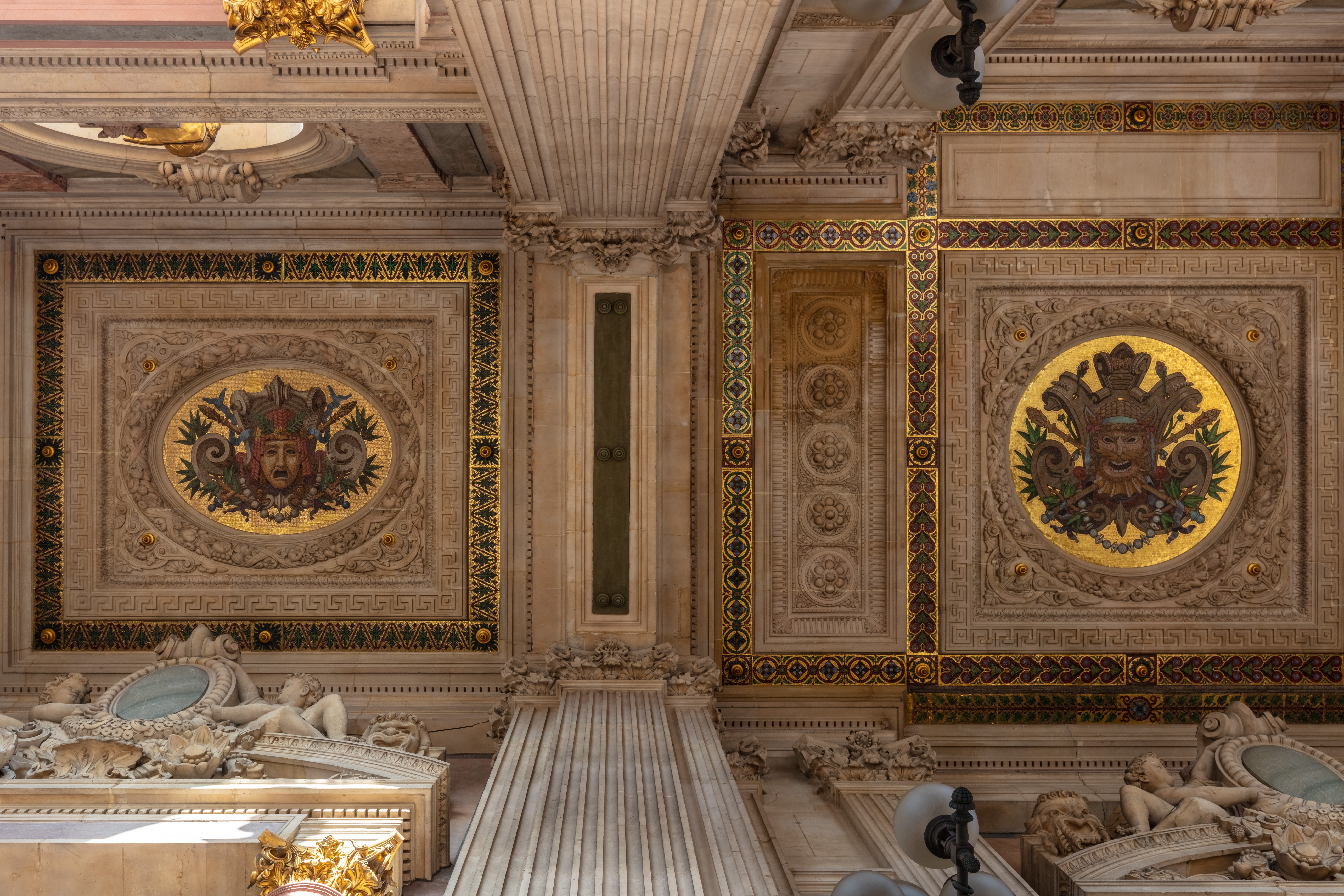
Otro detalle del techo del Grand Foyer.
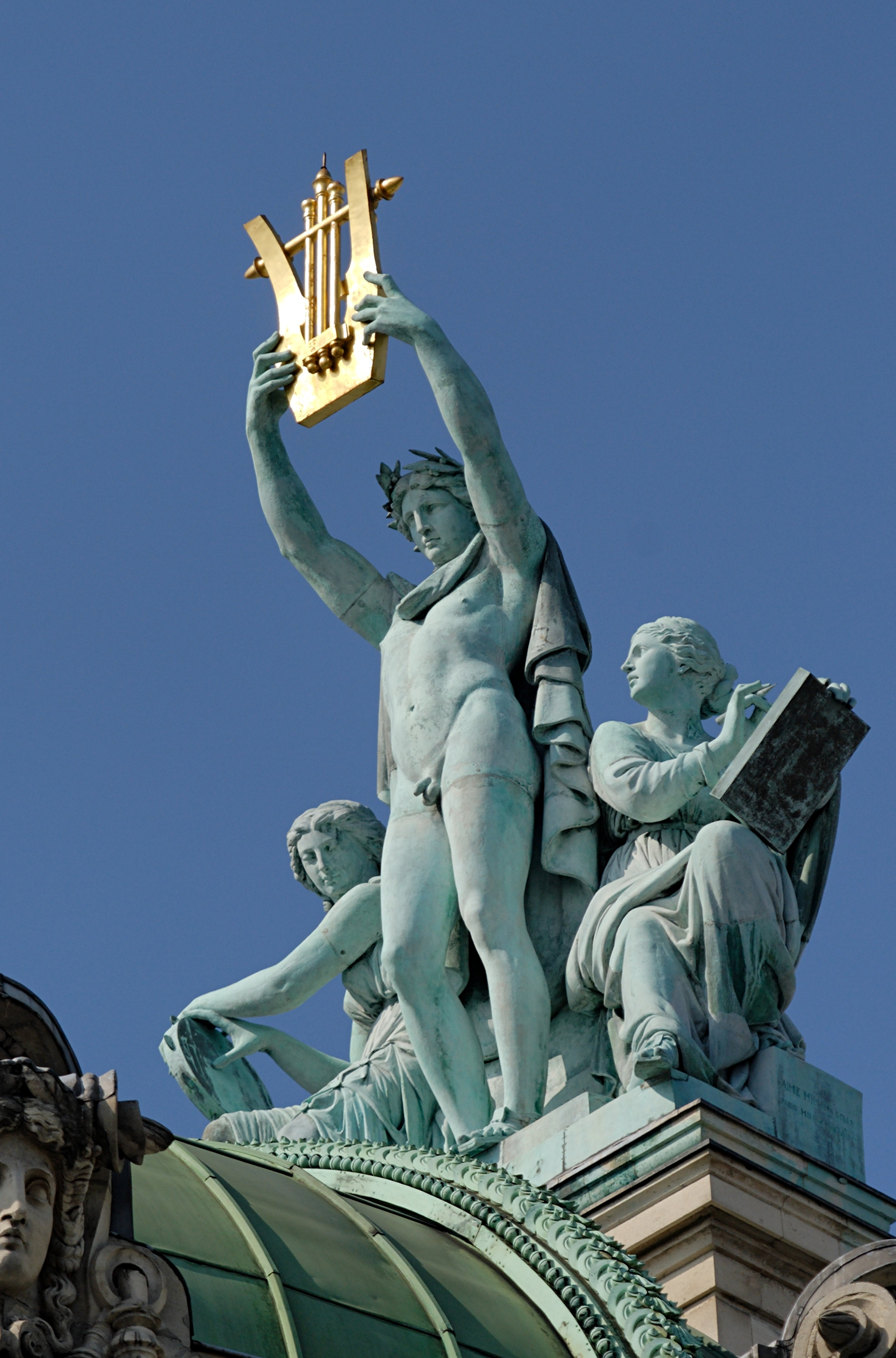
Esculturas de Apolo, y representaciones de la poesía y de la música, obra de Aimé Millet.